# Emilio Biancheri
Emilio Biancheri (Ventimiglia, 19 luglio 1908 – Rimini, 8 agosto 1982) è stato un vescovo cattolico italiano.

## Biografia
Nato a Ventimiglia il 19 luglio 1908, fu ordinato sacerdote il 30 maggio 1931.

### Ministero episcopale
Il 18 maggio 1949 venne nominato vescovo di Sarsina. Ricevette l'ordinazione episcopale il 24 luglio 1949 dalle mani del vescovo di Ventimiglia Agostino Rousset, co-consacranti il vescovo di Albenga Raffaele De Giuli e il vescovo di Alba Carlo Stoppa. Dal 18 agosto 1949 all'11 settembre 1953 fu anche amministratore apostolico sede plena di Sansepolcro, collaborando con il vescovo Pompeo Ghezzi, al quale venne affiancato a motivo dell'età avanzata.
Il 7 settembre 1953 venne nominato vescovo di Rimini e rimase in carica fino al 17 dicembre 1976 quando, per raggiunti limiti di età, la Santa Sede accolse le sue dimissioni. Dopo l'insediamento del suo successore, Giovanni Locatelli, rimase in diocesi di Rimini come vescovo emerito.
Dal 1966 al 1976 fu amministratore apostolico sede vacante di Montefeltro.
In veste di co-consacrante, il 1º ottobre 1966 conferì l'ordinazione episcopale ad Alberto Ablondi.
Morì l'8 agosto 1982.

## Genealogia episcopale
La genealogia episcopale è:
- Cardinale Scipione Rebiba
- Cardinale Giulio Antonio Santori
- Cardinale Girolamo Bernerio, O.P.
- Arcivescovo Galeazzo Sanvitale
- Cardinale Ludovico Ludovisi
- Cardinale Luigi Caetani
- Cardinale Ulderico Carpegna
- Cardinale Paluzzo Paluzzi Altieri degli Albertoni
- Papa Benedetto XIII
- Papa Benedetto XIV
- Papa Clemente XIII
- Cardinale Marcantonio Colonna
- Cardinale Giacinto Sigismondo Gerdil, B.
- Cardinale Giulio Maria della Somaglia
- Cardinale Carlo Odescalchi, S.I.
- Cardinale Costantino Patrizi Naro
- Vescovo Emiliano Manacorda
- Vescovo Giovanni Andrea Masera
- Vescovo Albino Pella
- Vescovo Umberto Ugliengo
- Vescovo Agostino Rousset
- Vescovo Emilio Biancheri